# Eierkoker

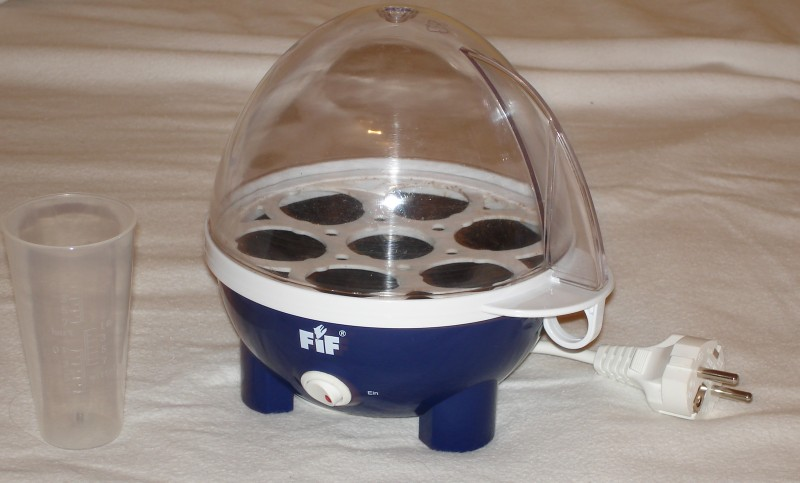
Eierkoker

Een eierkoker is een keukenapparaat waarmee men eieren kan koken. Het eieren koken met een eierkoker is het alternatief voor het koken in een pannetje, en heeft als voordeel dat er niet op de tijd hoeft worden gelet omdat ze meestal vanzelf uitslaan als de eieren koken of dan een signaal afgeven. Het maximum aantal eieren dat in een keer gekookt kan worden is meestal 6 of 7. In de eieren wordt meestal een gaatje geprikt (op de plaats van de luchtkamer) om barsten en scheuren te voorkomen, dit kan met een (meestal meegeleverde) eierprikker of met een ander scherp en puntig voorwerp als een punaise of speld.
Een eierkoker wordt gevuld met een hoeveelheid water, afhankelijk van de gewenste hardheid en het aantal eieren, dat vervolgens aan de kook wordt gebracht met een warme plaat. Als al het water is verdampt, slaat de eierkoker uit of geeft hij een signaal af. De hoeveelheid water in combinatie met het aantal te koken eieren is bepalend voor de hardheid van de eieren. Interessant hierbij is dat voor het koken van vijf eieren minder water is benodigd dan voor het koken van een enkel ei met dezelfde hardheid. Het water condenseert namelijk op de koude eieren en wordt daarna opnieuw tot kooktemperatuur verhit. De oppervlakte waarop het water condenseert neemt toe met het aantal te koken eieren in het apparaat. Voor het vullen van de eierkoker wordt daarom een maatbekertje meegeleverd, zodat de gewenste hoeveelheid kan worden afgemeten. Dit maatbekertje wordt vaak gecombineerd met de eierprikker. Deze zit dan aan de onderkant van het bekertje.
Omdat het koken van eieren in een eierkoker efficiënter is dan het koken in een pannetje, verbruikt een eierkoker per saldo minder energie per gekookt ei. Omdat een eierkoker elektrisch is, is deze ideaal voor als je eieren wilt koken op een plek waar geen fornuis of ander kooktoestel beschikbaar is, bv. in een vergaderzaal, een aula of op de camping. 
airfryer
· barbecue 
· eierkoker
· fonduepan
· fornuis
· frituurpan 
· gascomfort 
· gourmetstel 
· kolenfornuis
· kookplaat 
· magnetron 
· multicooker
· oven 
· petroleumstel
· primus
· rijstkoker
· steengrill
· stoomkoker